# Юджин Джая
Юджин Джая (24 травня 1990, Тирана) — албанський футбольний арбітр. Судить матчі у Суперлізі Албанії з 2016 року. Арбітр ФІФА та УЄФА з 2018 року.

## Суддівська кар'єра
1 жовтня 2016 року Джая обслужив свій перший матч у національній лізі Албанії. Під час матчу між Скендербеу (Корча) та Влазнія (Шкодер) 3–0 арбітр чотири рази показав жовту картку.
У євро кубках дебютував 5 липня 2018 року в матчі попереднього раунду Ліги Європи УЄФА між «Гзірою Юнайтед» та «Сан-Жулією». Гра закінчилася з рахунком 2–1, албанський суддя показав шість жовтих карток, дві з яких були одному гравцеві.
Він відсудив свій перший міжнародний матч 10 жовтня 2019 року, коли Косово перемогло з рахунком 1–0 Гібралтар. У цьому матчі Джая показав одну жовту картку.
Джая був четвертим арбітром на Чемпіонаті Європи U-17 2022 в Ізраїлі та на Чемпіонаті Європи U-21 2023 в Румунії та Грузії.
31 травня 2022 Юджин судив фінал кубка Албанії між командами Влазія і Лачі.